# Carnas
Carnas là một xã trong tỉnh Gard thuộc vùng Occitanie, phía nam nước Pháp. Xã Carnas nằm ở khu vực có độ cao trung bình 80 mét trên mực nước biển.